# Grahamgang

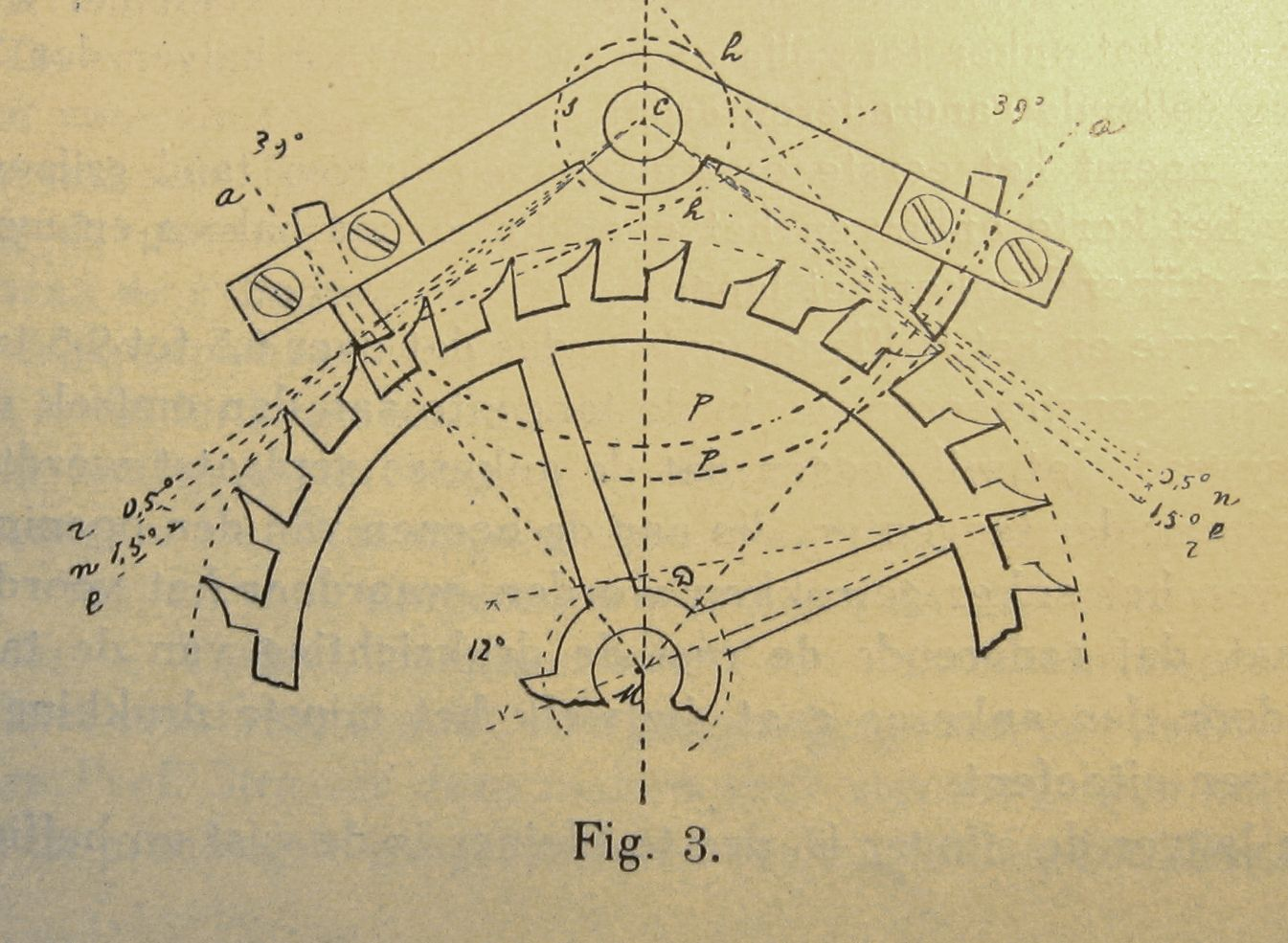
Schema van een Grahamgang uit 1925

De Grahamgang in een uurwerk is een vorm van een echappement met lage wrijving, in 1715 ontwikkeld door de Engelsman George Graham.
De eenvoudigste ankergangen veroorzaken een z.g. 'terugwerkend' effect op het ankerrad. Daarbij wordt het ankerrad na elke impuls een klein stukje terug geduwd door een van de ankerbekken. Daardoor ontstaat extra wrijving en ook verlies aan energie, wat een negatief effect heeft op de nauwkeurigheid. De Grahamgang bracht hierin een grote verbetering. Het kenmerkende van de Grahamgang is dat geen 'terugwerking' wordt veroorzaakt. De vorm van de tanden en de constructie van de ankerbekken (of -paletten) is zodanig dat na het passeren van een ankertand deze 'gevangen' wordt gehouden door de volgende tand, zonder dat het ankerrad wordt terug geduwd.
Deze ankergang ziet men met name vaak in Engelse staande klokken. Vaak heeft het ankerrad daarin tevens de functie van seconderad en is hierop de secondewijzer gemonteerd. In deze klokken heeft het ankerrad 30 tanden en is de slingerlengte circa 95 cm.